# El libro de Álava
El libro de Álava es una obra de Ricardo Becerro de Bengoa, publicada por primera vez en 1877. En ella, el vitoriano, que llegaría a ser cronista honorario, transita por la historia tanto de la provincia de Álava como de la ciudad de Vitoria, con un repaso de calles y de figuras y acontecimientos históricos.

## Descripción
| «Amamos á la provincia que es nuestra madre, con el corazon, expontánea y naturalmente, pero hay necesidad de que ese amor se fortifique razonándolo. Y la razon se adquiere con el conocimiento, y este con el estudio. No hay estudio mas grato para los buenos hijos de un país cualquiera que el de su historia y el de su valer y significacion actual» —Becerro de Bengoa, en el prólogo |

La obra, escrita «en testimonio de filial cariño y consideración» tanto hacia la ciudad de Vitoria como hacia la provincia de Álava, contiene una descripción geográfica y general tanto de Álava como de Vitoria, seguida de un resumen histórico de ambas. En el caso de la ciudad, incluye además un listado de calles, paseos, templos, establecimientos y construcciones públicas y medios de comunicación y recorre las cercanías. El bosquejo de la obra, aprobada por el ayuntamiento de Vitoria, lo completó, según reseña el propio Becerro de Bengoa en el prólogo, en 1857, «animado por las aficiones de una sociedad ó tertulia literaria» que habría de reunir por aquel entonces a varios nombres —«ninguno llegaba á los catorce años»— en su domicilio de la calle Chiquita. «He leido para formar este sumario todos los libros antiguos que respecto á la provincia andan de mano en mano», asevera en esas páginas, en las que fija como importantes obras de referencia Historia de la legislación y recitaciones del derecho civil de España, de Amalio Marichalar y Cayetano Manrique, y el Compendio foral de la provincia de Álava de Ramón Ortiz de Zárate. «Sea este libro un pequeño esfuerzo mas, un paso seguro, dado en la tarea de la ilustracion de los jóvenes alaveses, para que se acreciente su amor á la provincia, á sus instituciones, á su glorioso pasado, á la paz presente y á la prosperidad en el porvenir», zanja en unas palabras firmadas el 2 de abril de 1876. Sería publicado en la imprenta de los Hijos de Manteli.